# 阿瓦迪亚诺
阿瓦迪亚诺（西班牙語：Abadiano）是西班牙巴斯克自治区比斯开省的一个市镇。总面积36.06平方公里，总人口7458人（2013年），人口密度210人/平方公里。